# Orpheusvireo
De orpheusvireo (Vireo gilvus) is een zangvogel uit de familie Vireonidae (vireo's).

## Verspreiding en leefgebied
Deze soort komt wijdverspreid voor in Noord- en Midden-Amerika en telt vijf ondersoorten:
- V. g. swainsoni: westelijk Canada en de westelijke Verenigde Staten.
- V. g. brewsteri: van de Rocky Mountains tot westelijk Mexico.
- V. g. victoriae: zuidelijk Baja California (noordwestelijk Mexico).
- V. g. sympatricus: centraal Mexico.
- V. g. gilvus: het zuidelijk-centraal en zuidoostelijk Canada en de centrale, zuidelijke en noordoostelijke Verenigde staten.

## Status
De grootte van de populatie is in 2019 geschat op 53 miljoen volwassen vogels. Op de Rode lijst van de IUCN heeft deze soort de status niet bedreigd.